# Энгельгардт, Софья Владимировна
Софья Владимировна Энгельгардт (урожденная Новосильцева, литературный псевдоним Ольга N, 1828—1894) — русская писательница, мемуаристка, корреспондентка И. С. Тургенева, А. А. Фета и других русских писателей, младшая сестра писательницы Екатерины Новосильцевой. Известна также переводами на французский язык сочинений А. С. Пушкина.

## Биография
Софья Новосильцева родилась в г. Москве в 1828 г. в знатной, но обедневшей дворянской семье, в которой было еще четыре сестры (Екатерина, Надежда, Варвара, Мария) и брат Александр. Рано лишившись обоих родителей, все дети Новосельцевых жили то у одних, то у других родственников. Софья рано вышла замуж за Владимира Егоровича Энгельгардта (1808—1873), сына директора Царскосельского лицея. Брак, видимо, был несчастливым, и спустя несколько лет супруги жили раздельно. Товарищем ее брата Александра оказался Афанасий Фет. Через брата и его друзей Софья, как и старшая сестра Екатерина, обратились к литературе и вошли в круг сотрудников журнала "Москвитянин" (А. Н. Островский, Ап. А. Григорьев, Т. И. Филиппов, Б. Н. Алмазов, Н. В. Берг. К этому окружению примыкали также Н. Ф. Щербина и ученый-зоолог Н. А. Северцов. Литературное наследие С. В. Энгельгардт заметного следа в истории русской не оставило. Больший интерес представляют ее воспоминания о русских писателях и переписка с ними. В 1875 г. в Париже был издан сборник избранной поэзии А. С. Пушкина в переводе С. В. Энгельгардт ("Борис Годунов", "Моцарт и Сальери", "Скупой рыцарь" и "Египетские ночи"). Известен факт перевода на французский язык повести И. С. Тургенева "Довольно", который был одобрен автором. Но публикации не последовало.
П. В. Быков писал о ее творчестве :

 Её повести написаны в манере второстепенных писательниц конца 40-х и 50-х годов, почти исключительно на тему любви и семейных отношений.

## Сочинения
- Не так живи, как хочется, как Бог велит. Повесть // журнал "Современник", 1854, № 12.

- Семейство Турениных. Повесть. // журнал "Отечественные Записки", № 1, 1863.

- Не сошлись. Повесть Ольги Н. — Москва: Унив. тип. (Катков), 1867. — 44 с.; 22 см. (Оттиск из журнала "Русский вестник". 1867, апр. Стр. 776-817)

- Не одного поля ягоды. Повесть. // журнал "Русский вестник". 1868. Т. 76.

- Коробейник. Три рассказа: 1. Звезда. 2. Арапка. 3. Петушок колдун / Соч. Ольги Н. [псевд.]. — Москва: О-во распространения полезных книг, 1874. — 46 с.; 16 см. — (Книжки для школ ; № 85)
  - То же: 2-е изд. — Москва: т-во скоропечатни А. А. Левенсон, 1890. — 51 с., 1 л. ил.; 16 см.
  - То же: 3-е изд. — Москва: тип. Вильде, 1897. — 64 с. ил.; 16 см.

- Красное яичко. Рассказ / Соч. Ольги Н. [псевд.]. — Москва: О-во распространения полезн. кн., 1873. — 30 с.; 14 см. — (Книжки для школ; № 71)

- Софья Захаровна Алмазова. Некролог / Соч. Софьи Владимировны Энгельгардт; [С примеч. Б. Алмазова]. — Москва: тип. В. Готье, 1875. — 12 с.; 13 см.

- Рассказ матери Маргариты / Соч. Ольги Н. [псевд.]. — Москва: О-во распространения полезных кн., 1873. — 39 с.; 14 см. — (Книжки для школ; № 73).
  - То же: 2-е изд. — Москва: О-во распространения полезных кн., 1878. — 40 с.; 14 см. — (Книжки для школ; № 168).

- Отцовский грех. Рассказ / Ольга Н. [псевд.]. — Москва: тип. А. Гатцука, ценз. 1878. — 34 с.; 20 см.

- Селехонские. Рассказ Ольги N. — Москва: тип. А. Гатцука, 1880. — 71 с.; 20 см.

- Клад. Рассказ странника. — Санкт-Петербург: Досуг и дело, 1880. — 24 с.; 21 см. — (Досуг и дело для детского чтения: Поврем. изд. для солдат и народа; 1880, вып. 2).
  - То же: 2-е изд. — Санкт-Петербург: ред. журн. "Досуг и дело", 1898. — 24 с.; 21 см. — (Досуг и дело).

- Царицыны четки. Рассказ. — Москва: тип. А. Гатцука, ценз. 1880. — 56 с.; 18 см.

- Просьба на Екатерину II. Повесть // журнал "Детский Отдых". Июль 1885 г.

- Изгнанница Бориса Годунова. Повесть // журнал "Детский Отдых". 1885 г.

- Николай Алексеевич Северцов. Очерк. // журнал "Детский Отдых". 1889 г.

- Из воспоминаний. // журнал «Русское Обозрение». Ноябрь 1890 г.

- Святочный рассказ / Соч. Ольги Н. [псевд.]; С рис. Литвиненко. — Москва: т-во скоропеч. А. А. Левенсон, 1891. — 27 с. ил.; 17 см.

- Так бог велел. Повести Ольги N. — Москва: Унив. тип., 1907. — 92 с.; 19 см. — (Русская библиотека ; Кн. 5). Беспл. прил. к журн. "Отечество". 1907 г.

## С. В. Энгельгардт и А. А. Фет
Исследователи насчитали 150 писем С. В. Энгельгардт к А. А. Фету в Рукописном отделе ИРЛИ РАН (Пушкинский Дом) за 1858-1891 годы. Писательница дружила как с поэтом, так и с его женой Марией Петровной Боткиной на протяжении десятилетий. Все письма опубликованы и прокомментированы Н. П. Генераловой и доступны для чтения (в формате PDF). Ответных писем А. А. Фета сохранилось 33, из которых 15 опубликованы.
- Я так давно привык к вашим дружеским письмам...» (34 письма С. В. Энгельгардт к А. А. Фету) Публикация Н. П. Генераловой / / А. А. Фет. -- Проблемы изучения жизни и творчества. Курск, 1994. С. 208.

- Письма С. В. Энгельгардт к А. А. Фету. Часть I (1858--1873: Письма 1--50). Публикация Н. П. Генераловой. Ежегодник Рукописного Отдела Пушкинского Дома на 1994 г. -- СПб, ГА "Академический проект", 1998. С. 43--147.

- Письма С. В. Энгельгардт к А. А. Фету. Часть II (1874--1884: Письма 51--90). Публикация Н. П. Генераловой. Ежегодник Рукописного Отдела Пушкинского Дома на 1995 г. -- СПб, ГА "Академический проект", 1999. С. 70--120.

- Письма С. В. Энгельгардт к А. А. Фету. Часть III (1884--1891: Письма 91--115). Публикация Н. П. Генераловой. Ежегодник Рукописного Отдела Пушкинского Дома на 1997 г. -- СПб, Дмитрий Буланин, 2002. С. 115--152.